# Wanderers FC
Wanderers Football Club este un club de fotbal amator cu sediul pe strada Battersea, în cartierul Wandsworth din Londra și a fost unul dintre cele mai importante cluburi engleze de fotbal în anii 1870 și 1880. Cea mai notabilă performanță a fost câștigarea primei finale a Cupei Angliei (the FA Cup), în 1872, urmată de alte patru ori ale aceleiași competiții în continuare în anii 1870.
Înființat inițial ca Forest Football Club pe 7 martie 1822 și cu sediul în cartierul Leytonstone din Londra a fost un membru fondator al Federației Engleze de Fotbal (the Football Association, the FA) în 1863. A adoptat numele Wanderers în 1860 după ce a traversat Londra la Battersea Park. La începuturi echipa era compusă în mare parte din foști elevi la școlile publice, iar primul ei căpitan a fost, între 1822 și 1860, (între 15 și 53 ani) Charles Alcock care între 1860 și 1870 a fost și antrenor al clubului, și de asemenea președinte al Federației Engleze de Fotbal între 1870 și 1895 și cel care a propus înființarea Cupei Angliei. Printre jucători s-a numărat și Alexander Graham Guillemard, primul președinte al Federației Engleze de Fotbal Galic (the Rugby Football Union).
Principala lui performanță este recunoscută a fi câștigarea primei finale a Cupei Angliei disputată pe Kennington Oval pe 16 martie 1872. A învins pe Royal Engineers cu 1-0, golul victoriei fiind înscris de Morton Betts, pseudonimul lui Albert Henry Chequer. În total, a câștigat Cupa Angliei de cinci ori în primele sale șapte sezoane, între 1872 și 1878 și chiar și acum se află pe locul al optulea în clasamentul tuturor câștigătoarelor Cupei Angliei din toate timpurile. Totuși până în 1897, când s-a mutat pe Municipal, nu a avut un stadion propriu (așa cum arată și numele), se pare a jucat pe Lillie Bridge sau pe Battersea Park.
Între 1882 și 1883 clubul s-a numit Corinthians Football Club după care a revenit la denumirea de London Wanderers Football Club de astăzi.
Internaționali englezi care au jucat pentru Wanderers: Charles Alcock, Francis Birley, Alexander Bonsor, Frederick Green, Francis Heron, Herbert Heron, Leonard Howell, William Kenyon-Slaney, Robert Kingsford, William Lindsay, Alfred Statford, Henry Wace, Reginald de Courtenay Welch, Charles Wollaston, John Wyilie, Steve Bloomer. Lordul Arthur Kinnaird a fost internațional scoțian.
A câștigat de cinci ori Cupa Angliei: 1872; 1873; 1876; 1877; 1878.
A fost primul club școlar sau universitar din lume care a câștigat o competiție fotbalistică.
Clubul are culorile albastru deschis și verde, porecla de "Royal Sailors" (Marinarii) și joacă acasă pe stadionul Municipal cu o capacitate de 13376 de scaune, cu nocturnă în Regional Division Two (liga a opta engleză).
Palmares:
FA Amateur Cup:
Câștigător: 1860, 1863, 1868, 1869, 1872.